# コ・ソルベント洗浄
コ・ソルベント（またはコソルベント）洗浄とは、2種類の異なる有機溶剤を使用して行うウェット洗浄工程である。

## 概要
コ・ソルベント（co-solvent）の接頭辞coは「共に」という意味であり、コ・ソルベント洗浄では、 2種類の溶剤（solvent）を洗浄・リンスで使い分け、一つの工程とする。

## メカニズム
洗浄工程は大きく、「洗浄」「リンス（すすぎ）」「乾燥」の3工程で構成される。「洗浄」で対象物表面から汚れ物質を溶解・乳化・剥離などのプロセスによって脱離させるが、対象物を洗浄液から取り出す際に、少量の洗浄液が表面に付着し持ち出される。洗浄液中には脱離した汚れ物質が微量混入しているため、表面には汚れ物質も残留してしまう。 ある程度の清浄性を要求される洗浄工程の場合、この「持ち出し洗浄液」による汚染を避けるためリンス工程が必要とされる。 ここで、「洗浄」用の液剤と「リンス」用の液剤に要求される性能は異なることに注意しなくてはならない。
- 洗浄用液剤：汚れ物質を対象物表面から脱離させる能力が最重要
- リンス用液剤：洗浄用液剤を表面から脱離させるとともに、混入している汚れ物質を再付着しやすい状態にしない（例：凝集・析出させない）、乾燥しやすい、乾燥後に残渣がないなどの特性が重要

汚れが比較的落ちやすいものであれば、例えばエタノール等の単純溶媒を使用して洗浄・リンスを一液で済ませることが可能である。あるいは平板形状など乾燥させやすく、酸化が問題にならない材料であれば水ですすぎをすることもできる（厳密な分類では水も溶剤であるが、ここではより一般的な呼称として、いわゆる有機溶剤を使う場合のみを対象とする）。
しかし、例えば電子デバイスにおけるフラックス洗浄など、高い清浄性が要求され、汚れ物質が専用の洗浄剤でないと落ちにくく、かつ対象物が複雑形状である場合には、 洗浄用液剤とリンス用液剤に異なる溶剤を使用し役割分担させたほうがより効率的な場合がある。

## 溶剤種類
- 洗浄：炭化水素系、グリコールエーテル系、高級アルコール系など、特定の汚れ物質の洗浄に強く乾燥性が悪い溶剤が多い
- リンス：フッ素系、低級アルコール系など、洗浄性は低いが乾燥性が良いものが多い。